# William Cobbett
William Cobbett, noto anche con lo pseudonimo di Peter Porcupine (Farnham, 9 marzo 1763 – Normandy, 1835), è stato un politico e giornalista britannico.

## Biografia

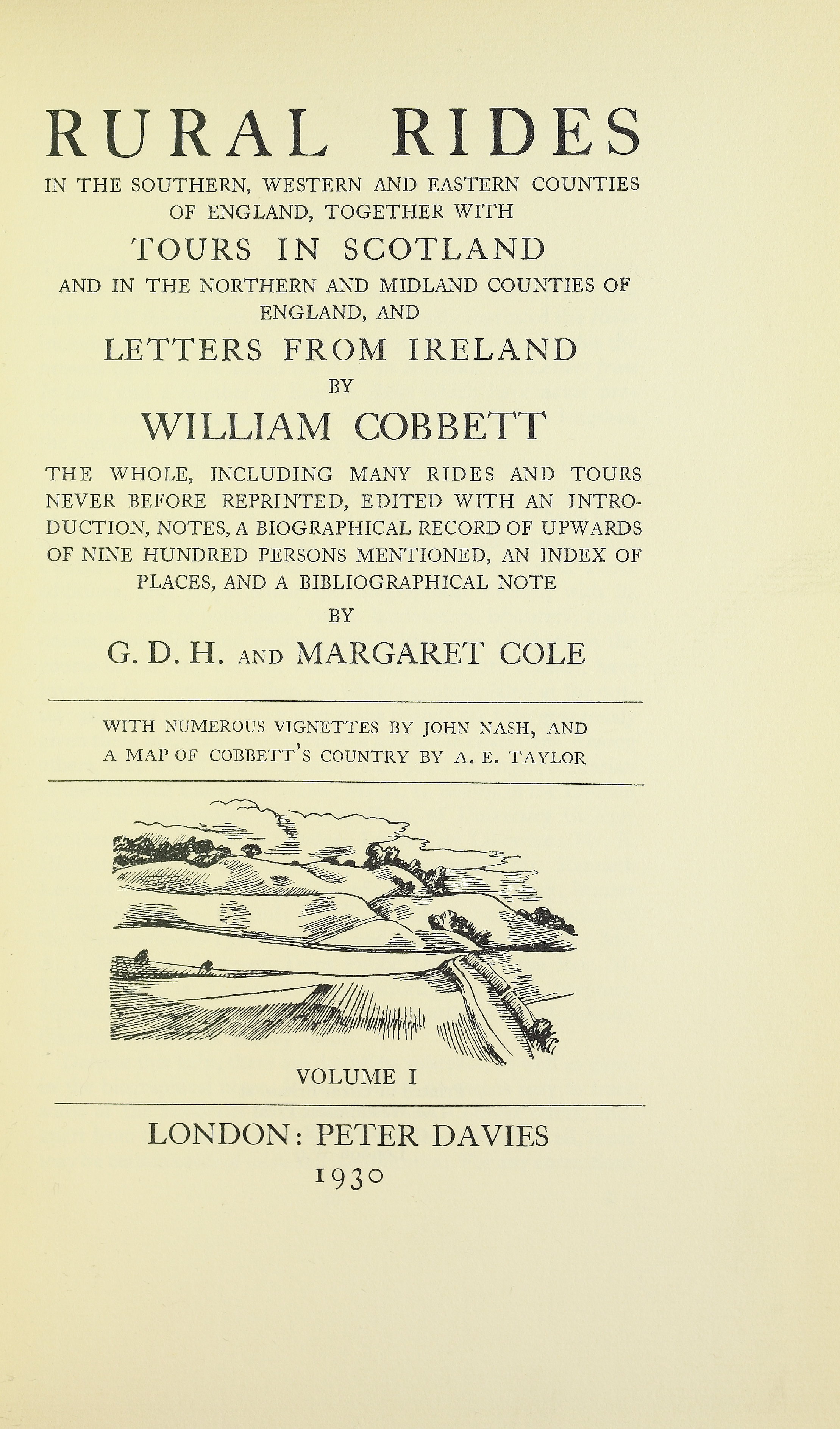
Rural rides in the southern, western and eastern counties of England, 1930

Emigrato negli USA, scrisse libelli a carattere politico, continuando la sua attività anche dopo il rimpatrio (1800) con la fondazione del Weekly Political Register.
Fuggito nuovamente negli USA nel 1817 e successivamente tornato nel Regno Unito. La sua movimentata vita sia come giornalista che come politico è strettamente collegata a tutti i sommovimenti politici e sociali che precedettero la riforma parlamentare inglese. Nei suoi giornali, venduti a prezzi minimi, e nei resoconti delle sue esperienze come viaggiatore attraverso l'Inghilterra, Cobbett attaccò gli abusi dell'amministrazione reale e dell'esercito e si contrappose vivacemente alle misure del parlamento e del governo. Da parte sua, il governo vide in lui un pericoloso rivoluzionario, le cui espressioni ricordavano da vicino quelle dei Giacobini francesi. Fu il rappresentante ed il portavoce delle classi lavoratrici sia cittadine che rurali, alle quali governo e partiti negavano diritti politici di decisione ed attivi aiuti sociali. Nel nome della giustizia sociale Cobbett lottò per il diritto di voto generale, per una maggiorazione delle tasse per le classi possidenti e per una riforma delle leggi a favore delle protezione delle classi più umili. Non ebbe un programma politico lineare e ben definito, ma credette che le riforme del parlamento fossero il punto principale per la risoluzione anche di tutti gli altri mali. Dopo numerosi tentativi infruttuosi nel 1830 fu eletto alla Camera dei Comuni come rappresentante di Oldham.
Scrisse una Storia della Reggenza e del Regno di Giorgio IV e una Storia della Riforma protestante in Inghilterra ed in Irlanda e nel 1830 pubblicò Rural Rides, cronache dei viaggi e delle ingiustizie da lui viste.

## Opere
- (EN) William Cobbett, Rural rides in the southern, western and eastern counties of England. 1, London, Davies, 1930. URL consultato il 23 giugno 2015.

- (EN) William Cobbett, Rural rides in the southern, western and eastern counties of England. 2, London, Davies, 1930. URL consultato il 23 giugno 2015.

- (EN) William Cobbett, Tour in Scotland and in the four northern counties of England, London, Davies, 1930. URL consultato il 23 giugno 2015.